# Тугтигин
Захир ад-Дин Тугтигин (тур. Tuğtekin, умро 1128. године) био је атабег Дамаска (1104—1128) и оснивач династије Бурида.

## Биографија
Каријеру је започео као официр у служби Тутуша I, а након његове смрти помогао је његовом сину Дукаку у борби против Ридвана од Алепа, Дукаковог брата. Под Дукаковим вођством, Тугтигин је покушао да деблокира Антиохију, али је поражен од стране крсташких вођа Боемунда Тарентског и Роберта Фландријског. Након што су крсташи освојили Антиохију, учествовао је, заједно са Кербугом у опсади крсташа.
Дукак је умро 1103. године именујући Тугтигина за регента свога малолетног сина Тутуша II. Оженивши Дукакову удовицу, Тугтигин је постао атабег Дамаска (1104. године).
Тугтигин је 1106. године успео привремено да разбије опсаду Триполија, али није успео да спречи Бертрандово освајање града, након којег је формирана грофовија Триполи. Разбио је и крсташку опсаду Тира из 1112. године. Заједно са Мавдудом разбио је крсташку војску код Ал-Санабре 28. јуна 1113. године. Након победе заједно су опсели Тиберијаду. Опсада је била неуспешна због доласка појачања. Приликом повлачења, Мавдуд је направио кобну грешку одлазећи у Дамаск. Тамо је убијен (2. октобра 1113. године) од стране Асасина. Међутим, остала је сумња да је Тугтигин, владар Дамаска, то наручио из страха да га Мавдуд не истисне из милости султана Мухамеда. Године 1115. склапа савез са јерусалимским краљем Балдуином I против Аксонгор ил Бурсугија. Године 1116. отишао је у Багдад да тражи помиловање због својега издајства.
Следећи савез склопио је са Ил Газијем, атабегом Алепа против Јерусалимске краљевине, али су они поражени у бици код Тел Данита 1119. године. Године 1122. купио је град Тир од Фатимида који га више нису могли бранити од напада крсташа. Град је пао у хришћанске руке 7. јула 1124. године.
Године 1125. склапа нови савез са Аксонгор ил Бурсугијем против кнежевине Антиохије. Поражени су у бици код Азаза. Поново су извели напад 1126. године, али је и он био неуспешан.
Тугтигин је умро 12. фебруара 1128. године.